# Campeonato Ecuatoriano de Fútbol 1965
El Campeonato Ecuatoriano de Fútbol 1965, conocido oficialmente como «Campeonato Nacional de Fútbol 1965», fue la 7.ª edición del Campeonato nacional de fútbol profesional en Ecuador. El torneo fue organizado por la Federación Deportiva Nacional del Ecuador (luego Asociación Ecuatoriana de Fútbol, hoy Federación Ecuatoriana de Fútbol) y contó con la participación de los 4 mejores equipos ubicados del Campeonato Profesional de Guayaquil y los 4 del Campeonato Profesional Interandino (Quito en lugar de Ambato).
Emelec se coronó campeón invicto, y además consiguió su tercer campeonato nacional.

## Sistema de juego
En su séptima edición, el torneo nacional se polarizó entre Quito y Guayaquil. Los equipos de Tungurahua y Manabí que no se integraron a los torneos del Guayas y Pichincha se quedaron fuera. Por tanto, se jugó con los 4 primeros de la capital del país: Liga Deportiva Universitaria, El Nacional, Aucas (que volvió a la competencia tras 2 años de ausencia) y la debutante Universidad Católica (como equipo sorpresa), frente a sus similares del puerto principal: Barcelona, Emelec, Patria y 9 de Octubre que volvieron a la competencia tras 2 años de ausencia. En total son 4 equipos de la Costa y 4 equipos de la Sierra.
Una vez más, se jugaron partidos de ida y vuelta entre todos los rivales, con excepción de aquellos pertenecientes a una misma asociación.

## Equipos participantes
| Equipo               | Vía de clasificación                     |
| -------------------- | ---------------------------------------- |
| Barcelona            | Campeón de la Copa de Guayaquil 1965.    |
| Emelec               | Subcampeón de la Copa de Guayaquil 1965. |
| Patria               | 3° Lugar de la Copa de Guayaquil 1965.   |
| 9 de Octubre         | 4° Lugar de la Copa de Guayaquil 1965.   |
| Universidad Católica | Campeón de la Copa Interandina 1965      |
| El Nacional          | Subcampeón de la Copa Interandina 1965   |
| Liga de Quito        | 3° Lugar de la Copa Interandina 1965     |
| Aucas                | 4° Puesto de la Copa Interandina 1965    |

## Equipos por ubicación geográfica
| Provincia | N.º | Equipos                                                      |
| --------- | --- | ------------------------------------------------------------ |
| Pichincha | 4   | - Aucas - El Nacional - Liga de Quito - Universidad Católica |
| Guayas    | 4   | - Barcelona - Emelec - Patria - 9 de Octubre                 |

| Barcelona Emelec Patria 9 de Octubre Universidad Católica Liga de Quito El Nacional Aucas |

## Resultados
| Fecha 1              | Fecha 1   | Fecha 1          |
| Equipo Local         | Resultado | Equipo Visitante |
| -------------------- | --------- | ---------------- |
| Barcelona            | 5 - 2     | El Nacional      |
| Universidad Católica | 1 - 2     | 9 de Octubre     |
| Aucas                | 0 - 1     | Emelec           |
| Patria               | 1 - 0     | Liga de Quito    |

| Fecha 2       | Fecha 2   | Fecha 2              |
| Equipo Local  | Resultado | Equipo Visitante     |
| ------------- | --------- | -------------------- |
| 9 de Octubre  | 0 - 1     | Aucas                |
| El Nacional   | 2 - 0     | Patria               |
| Emelec        | 3 - 0     | Universidad Católica |
| Liga de Quito | 1 - 1     | Barcelona            |

| Fecha 3       | Fecha 3   | Fecha 3              |
| Equipo Local  | Resultado | Equipo Visitante     |
| ------------- | --------- | -------------------- |
| El Nacional   | 0 - 2     | 9 de Octubre         |
| Barcelona     | 0 - 0     | Aucas                |
| Liga de Quito | 1 - 1     | Emelec               |
| Patria        | 1 - 0     | Universidad Católica |

| Fecha 4              | Fecha 4   | Fecha 4          |
| Equipo Local         | Resultado | Equipo Visitante |
| -------------------- | --------- | ---------------- |
| Emelec               | 3 - 2     | El Nacional      |
| Universidad Católica | 2 - 2     | Barcelona        |
| Aucas                | 0 - 0     | Patria           |
| 9 de Octubre         | 0 - 0     | Liga de Quito    |

| Fecha 5       | Fecha 5   | Fecha 5              |
| Equipo Local  | Resultado | Equipo Visitante     |
| ------------- | --------- | -------------------- |
| 9 de Octubre  | 1 - 0     | Universidad Católica |
| Liga de Quito | 3 - 2     | Patria               |
| El Nacional   | 2 - 1     | Barcelona            |
| Emelec        | 3 - 0     | Aucas                |

| Fecha 6              | Fecha 6   | Fecha 6          |
| Equipo Local         | Resultado | Equipo Visitante |
| -------------------- | --------- | ---------------- |
| Barcelona            | 1 - 1     | Liga de Quito    |
| Patria               | 3 - 0     | El Nacional      |
| Aucas                | 1 - 3     | 9 de Octubre     |
| Universidad Católica | 1 - 1     | Emelec           |

| Fecha 7              | Fecha 7   | Fecha 7          |
| Equipo Local         | Resultado | Equipo Visitante |
| -------------------- | --------- | ---------------- |
| 9 de Octubre         | 1 - 2     | El Nacional      |
| Emelec (C)           | 2 - 0     | Liga de Quito    |
| Universidad Católica | 0 - 2     | Patria           |
| Aucas                | 2 - 2     | Barcelona        |

| Fecha 8       | Fecha 8   | Fecha 8              |
| Equipo Local  | Resultado | Equipo Visitante     |
| ------------- | --------- | -------------------- |
| Liga de Quito | 2 - 1     | 9 de Octubre         |
| Barcelona     | 2 - 0     | Universidad Católica |
| Patria        | 0 - 0     | Aucas                |
| El Nacional   | 2 - 3     | Emelec               |

## Tabla de posiciones
|     |  |    | Equipo               | PJ | PG | PE | PP | GF | GC | DG  | PTS |
| --- |  | -- | -------------------- | -- | -- | -- | -- | -- | -- | --- | --- |
| (C) |  | 1. | Emelec               | 8  | 6  | 2  | 0  | 17 | 6  | +11 | 14  |
|     |  | 2. | Barcelona            | 8  | 4  | 3  | 1  | 14 | 10 | +4  | 11  |
|     |  | 3. | 9 de Octubre         | 8  | 5  | 1  | 2  | 10 | 7  | +3  | 11  |
|     |  | 4. | Patria               | 8  | 5  | 1  | 2  | 9  | 5  | +4  | 11  |
|     |  | 5. | Liga de Quito        | 8  | 2  | 4  | 2  | 8  | 9  | -1  | 8   |
|     |  | 6. | El Nacional          | 8  | 3  | 0  | 5  | 12 | 18 | -6  | 6   |
|     |  | 7. | Universidad Católica | 8  | 0  | 2  | 6  | 4  | 14 | -10 | 2   |
|     |  | 8. | Aucas                | 8  | 0  | 1  | 7  | 4  | 9  | -5  | 1   |

PJ = Partidos jugados; PG = Partidos ganados; PE = Partidos empatados; PP = Partidos perdidos; GF = Goles a favor; GC = Goles en contra; DG = Diferencia de gol; PTS = Puntos
| (C) | Campeón y clasificó a la Copa Libertadores 1966. |
|     | Disputaron el Desempate por el subtítulo.        |

### Evolución de la clasificación
| Equipo / Fecha       | 01 | 02 | 03 | 04 | 05 | 06 | 07 | 08 |
| -------------------- | -- | -- | -- | -- | -- | -- | -- | -- |
| Emelec               | 3  | 1  | 1  | 1  | 1  | 1  | 1  | 1  |
| Barcelona            | 1  | 2  | 4  | 4  | 4  | 4  | 2  | 2  |
| 9 de Octubre         | 2  | 3  | 2  | 2  | 2  | 2  | 3  | 3  |
| Patria               | 4  | 5  | 3  | 3  | 3  | 3  | 4  | 4  |
| Liga de Quito        | 5  | 6  | 5  | 5  | 5  | 5  | 5  | 5  |
| El Nacional          | 7  | 4  | 6  | 6  | 6  | 6  | 6  | 6  |
| Universidad Católica | 6  | 7  | 7  | 7  | 7  | 7  | 7  | 7  |
| Aucas                | 8  | 8  | 8  | 8  | 8  | 8  | 8  | 8  |

## Campeón
|                                       |
|                                       |
| Campeón Club Sport Emelec 3.er título |